# Comesperma ericinum
Comesperma ericinum là một loài thực vật có hoa trong họ Polygalaceae. Loài này được DC. mô tả khoa học đầu tiên năm 1824.